# Vale Formoso e Aldeia do Souto
Vale Formoso e Aldeia do Souto (llamada oficialmente União das Freguesias de Vale Formoso e Aldeia do Souto) es una freguesia portuguesa del municipio de Covilhã, distrito de Castelo Branco.

## Historia
Fue creada el 28 de enero de 2013 en aplicación de una resolución de la Asamblea de la República de Portugal promulgada el 16 de enero de 2013 con la unión de las freguesias de Aldeia do Souto y Vale Formoso, pasando su sede a estar situada en la antigua freguesia de Vale Formoso.

## Demografía
| Gráfica de evolución demográfica de Vale Formoso e Aldeia do Souto entre 2011 y 2021 |
|                                                                                      |
| Datos según el nomenclátor publicado por el INE portugués.                           |